# Chuck (serial telewizyjny)
Chuck (ang. Chuck) – amerykański serial telewizyjny produkcji NBC.

## Fabuła
Pewnego dnia żywot głównego bohatera ulega diametralnej przemianie – za pomocą wiadomości otrzymanej od dawnego przyjaciela ze studiów, drogą skomplikowanego systemu, opartego na przekazie podprogowym, Chuck budzi się z potężną ilością ściśle tajnych danych w mózgu – informacje te, misternie zbierane przez największe amerykańskie jednostki wywiadowcze dotychczas magazynowane były na dysku gigantycznego komputera o nazwie Intersect. Nieoczekiwany splot wydarzeń doprowadza jednak do unicestwienia maszyny, ustanawiając tym samym Chucka jedynym posiadaczem niezwykle ważnych danych. Fakt ten przykuwa uwagę wielu agencji rządowych, które nie marnując czasu, ruszają w pościg za Bartowskim.
Pościg ten nie potrwa jednak długo – już po kilkunastu godzinach Chuck zostaje pojmany przez dwójkę nietuzinkowych agentów specjalnych, którymi są potężnie zbudowany John Casey (Adam Baldwin) z NSA i piękna Sarah Walker (Yvonne Strahovski) z CIA.

## Obsada
- Zachary Levi – Chuck Bartowski
- Yvonne Strahovski – Sarah Walker
- Joshua Gomez – Morgan Grimes
- Sarah Lancaster – Ellie Bartowski
- Adam Baldwin – John Casey
- Vik Sahay – Lester Patel
- Scott Krinsky – Jeff Barnes
- Ryan McPartlin – Devon Woodcomb (Captain Awesome – Kapitan Czad)
- Mark Christopher Lawrence – Big Mike (Duży Mike)

## Gościnne występy
- Tony Todd – CIA Director Langston Graham (sezony 1–2, 5)
- Matthew Bomer – Bryce Larkin (sezon 1–2, 5)
- C.S. Lee – Harry Tang (sezon 1)
- Rachel Bilson – Lou Palone (sezon 1)
- Mini Anden – Carina Miller (sezony 1, 3–4)
- Tony Hale – Emmett Milbarge (sezony 2–3)
- Jordana Brewster – Jill Roberts (sezon 2)
- Chevy Chase – Ted Roark (sezon 2)
- Scott Bakula – Stephen Bartowski (sezony 2–3)
- Brandon Routh – Daniel Shaw (sezony: 3, 5)
- Kristin Kreuk – Hannah (sezon 3)
- Steve Austin – Hugo Panzer (sezon 3–4)
- Mekenna Melvin – Alex McHugh (sezony 3–5)
- Linda Hamilton – Mary Elizabeth Bartowski (sezony 4–5)
- Timothy Dalton – Alexei Volkoff (sezon 4)
- Lauren Cohan – Vivian McArthur (sezon 4)
- Robin Givens – Jane Bentley (sezon 4)
- Richard Burgi – Clyde Decker (sezony 4–5)
- Carrie-Anne Moss – Gertrude Verbanski (sezon 5)
- Angus Macfadyen – Nicholas Quinn (sezon 5)

## Lista odcinków
| Sezon | Sezon | Odcinki | Oryginalna emisja    | Oryginalna emisja |
| Sezon | Sezon | Odcinki | Premiera sezonu      | Finał sezonu      |
| ----- | ----- | ------- | -------------------- | ----------------- |
|       | 1     | 13      | 24 września 2007     | 24 stycznia 2008  |
|       | 2     | 22      | 29 września 2008     | 18 maja 2009      |
|       | 3     | 19      | 10 stycznia 2010     | 24 maja 2010      |
|       | 4     | 24      | 20 września 2010     | 16 maja 2011      |
|       | 5     | 13      | 28 października 2011 | 27 stycznia 2012  |